# Теология креста
Теология креста (лат. Theologia crucis) — концепция в лютеранской теологии, сформировавшаяся в спорах с реформатами и утверждающая веру в Христа не только во время успеха, но и во время страданий и лишений. Впервые сформулирована Лютером на Гейдельбергском диспуте 1518 года. Именуется истинной теологией, поскольку не отрекается от Бога даже перед лицом абсурдных ситуаций, одной из которых является распятие Спасителя. Теология креста подразумевает живое, парадоксальное и субъективное восприятие этой истины. Теология креста удачно сочеталась с религиозным экзистенциализмом Пауля Тиллиха